# Egling
Egling este o comună aflată în districtul Bad Tölz-Wolfratshausen, landul Bavaria, Germania.